# Behzod Abduraimov
Behzod Abduraimov (* 11. September 1990 in Taschkent, Usbekische SSR) ist ein usbekischer Pianist.

## Leben
Abduraimov begann im Alter von fünf Jahren Klavier zu spielen. Bereits mit acht Jahren debütierte er mit dem Staatlichen Sinfonieorchester Usbekistan. Konzerte in den USA, Italien und Russland folgten. Er spielte wiederholt bei der Spiwakow-Stiftung und bei der „Internationalen Sommerakademie“ in Como (Italien). Im Jahr 2008 gewann er die „Lennox Young Artist Competition“ und die „Corpus Christi Competition“. 2009 gewann er als 18-Jähriger mit seiner Interpretation von Prokofjews Klavierkonzert Nr. 3 überraschend die „London International Piano Competition“. Im Oktober 2010 wurde er Sieger des Kissinger KlavierOlymps.
Anschließend studierte Abduraimov bei Stanislav Ioudenitch am International Center for Music an der Park University in Kansas City (USA).
Von der Saison 2015/16 bis 2017/18 war Behzod Abduraimov Künstler der Reihe „Junge Wilde“ am Konzerthaus Dortmund.
Abduraimov trat mit Orchestern wie dem Los Angeles Philharmonic Orchestra, dem Boston Symphony Orchestra, dem NHK Symphony Orchestra und der Tschechischen Philharmonie auf. Dabei arbeitete er mit Dirigenten wie Vladimir Ashkenazy, Valery Gergiev, Manfred Honeck oder Vasily Petrenko zusammen.
Sein Debüt-Album mit Studioaufnahmen von Prokofjews Klaviersonate Nr. 6 und Werken von Franz Liszt und Camille Saint-Saëns erschien 2012 bei Decca Classics und gewann den Choc de Classica und den Diapason Découverte. Seine erste Konzert-CD mit Prokofjews Klavierkonzert Nr. 3 und Tschaikowskis Klavierkonzert Nr. 1 mit dem Orchestra Sinfonica Nazionale della Rai folgte 2014. Sein Debüt bei den BBC Proms 2016 mit den Münchner Philharmonikern und Waleri Gergijew wurde 2018 auf DVD veröffentlicht.